# Castries (dystrykt)

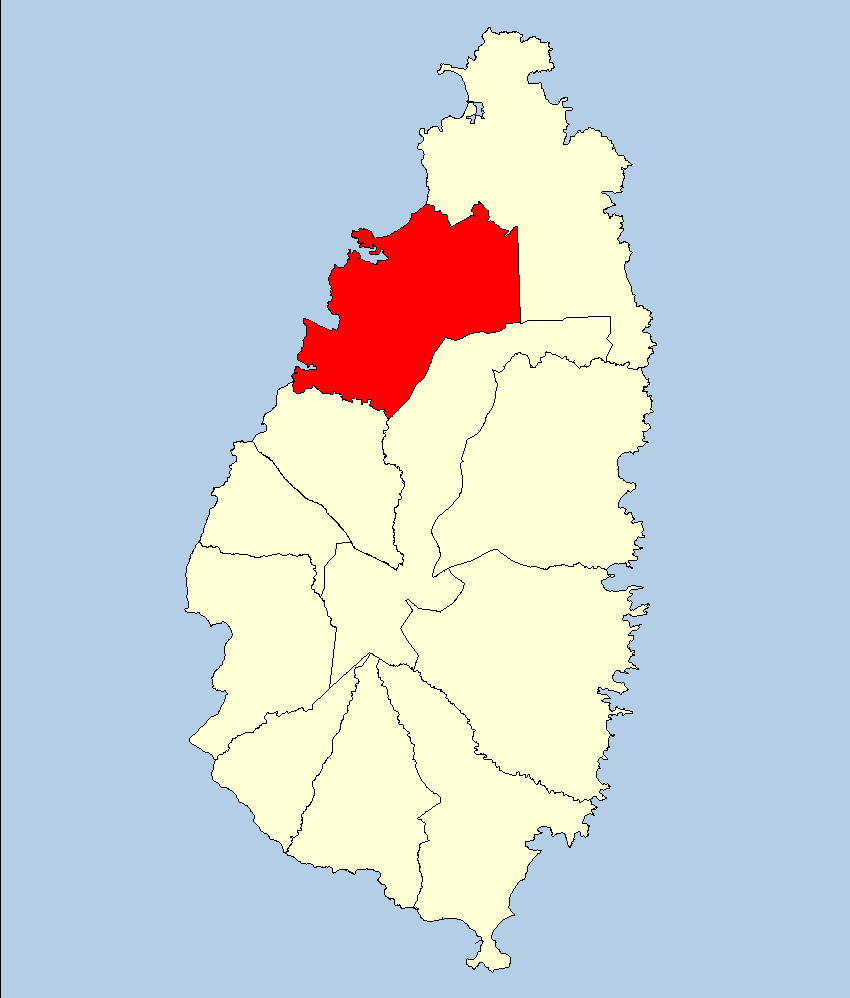
Dystrykt Castries

Castries – jeden z 11 dystryktów w Saint Lucia, zajmuje powierzchnię 79 km². Liczba ludności to 61 341 a gęstość zaludnienia wynosi 776,5 osób/km². Stolicą dystryktu a jednocześnie stolicą kraju jest Castries.